# 603rd Air Operations Center
Il 603rd Air Operations Center è un Centro Operativo di tipo regionale dell'United States Air Forces in Europe-Air Forces Africa. Il suo quartier generale è situato presso la Ramstein Air Base, in Germania.

## Missione
Il centro pianifica, dirige e valuta il comando e controllo a livello operativo della potenza aerea, spaziale e di cyberspazio per sostenere l'EUCOM e l'AFRICOM in tutte le loro operazioni. Impiega circa 400 militari e personale della difesa, assistito dalle nazioni della coalizione e dal personale del 19th Battlefield Coordination Detachment ed elementi del 10th Army Air and Missile Defense Command. Il centro è situato in una struttura di circa 5000 m², aperta nel 2011 e costata circa 24 milioni di dollari, attiva 24 ore al giorno per supportare le attività della coalizione in Europa ed in Africa. L'organizzazione riceve personale di supporto dal 152nd Air Operations Group, 174th Attack Wing, New York Air National Guard.

## Equipaggiamento
Il centro dispone di uno dei 5 sistemi di comando e controllo AN/USQ-163 FALCONER assegnati ai Comandi Combattenti Unificati delle forze armate statunitensi.

## Organizzazione
Attualmente, al maggio 2017, lo stormo controlla:
- 603rd Strategy Division
- 603rd Combat Plans Division
- 603rd Combat Operations Division
- 603rd Intelligence, Surveillance and Reconnaissance Division
- 603rd Air Mobility Division

## Storia

### Allineamento
- Costituito cone 603rd Air and Space Operations Center il 29 novembre 2006
- Attivato il 1 dicembre 2006
- Rinominato come 603rd Air Operations Center il 16 dicembre 2014

### Assegnazioni
- Third Air Force, 1 dicembre 2006

### Basi
- Ramstein Air Base, Germania